# Sauerkirschen-Widderbock

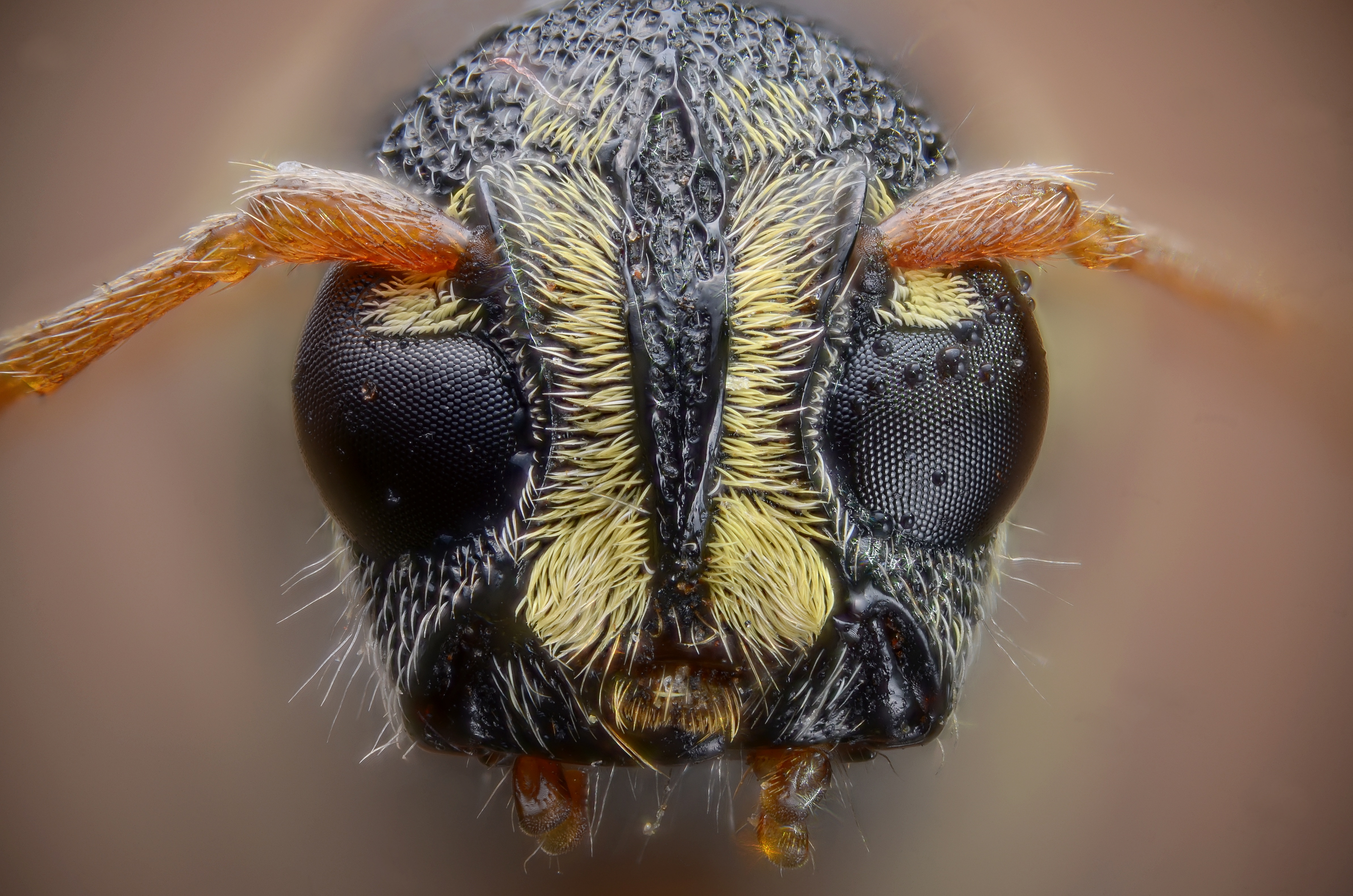
Abb. 1: Kopf

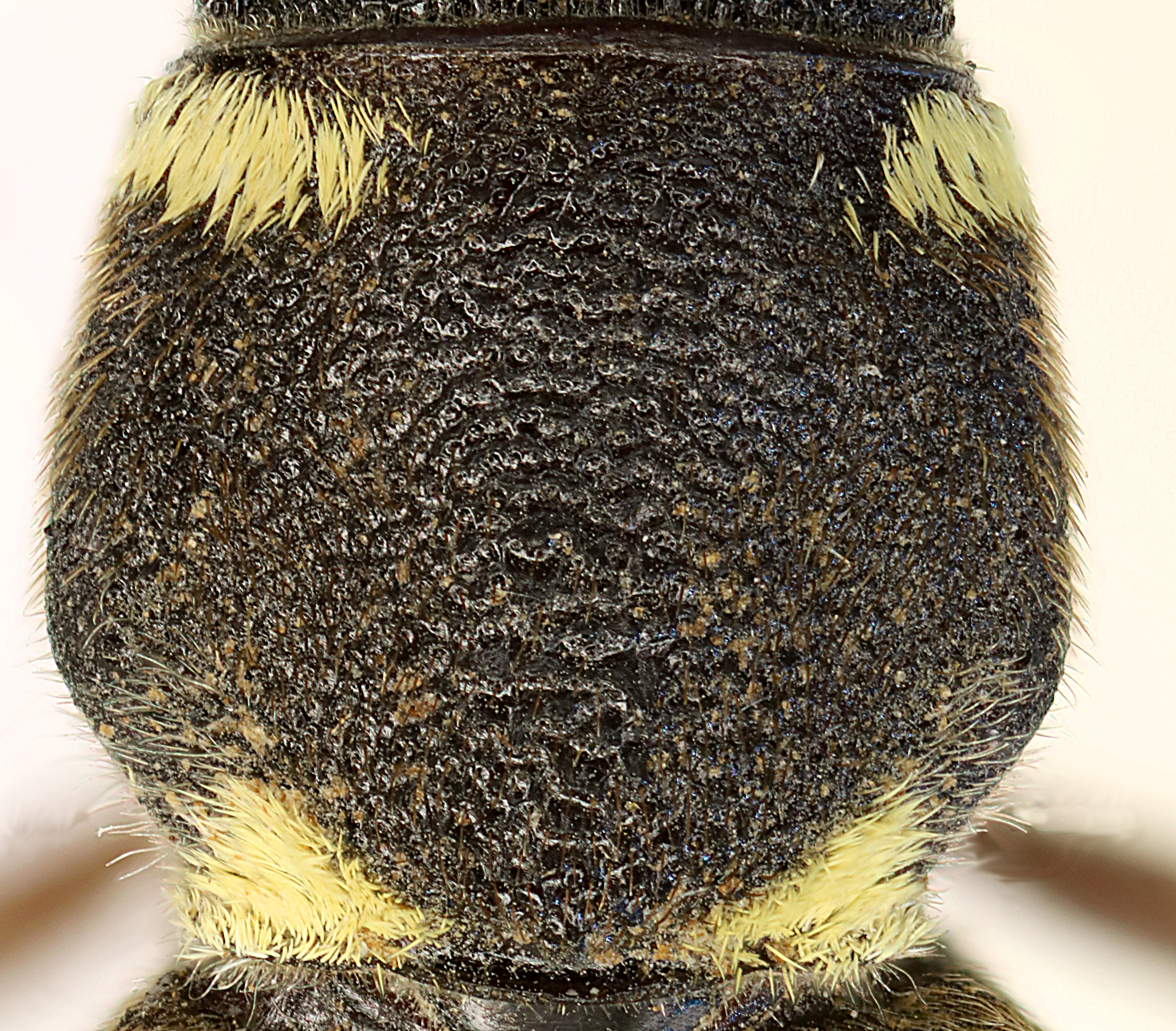
Abb. 2: Halsschild

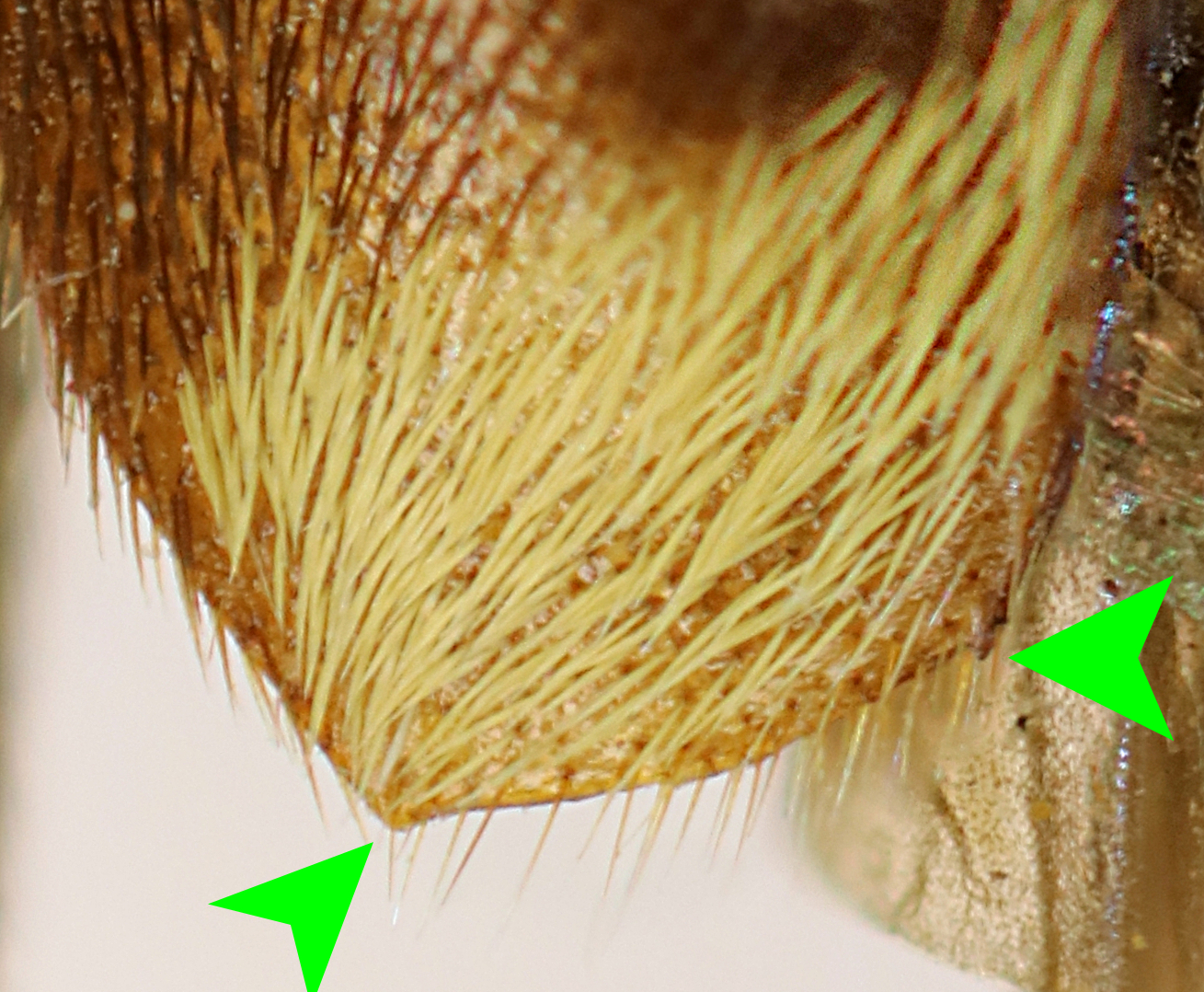
Abb. 3: Spitze der linken Flügeldecke

Der Sauerkirschen-Widderbock  (Xylotrechus arvicola) ist ein Käfer aus der Familie der Bockkäfer (Cerambycidae).

## Merkmale
Der Sauerkirschen-Widderbock erreicht eine Körperlänge von acht bis zwanzig Millimetern. Wegen der sehr ähnlichen gelben Zeichnung der Flügeldecken kann Xylotrechus arvicola leicht mit Xylotrechus ibex, Xylotrechus capricornis, Xylotrechus  antilope und einigen Arten der Gattung Clytus, insbesondere Clytus arietis verwechselt werden.
Der Kopf (Abb. 1) ist dicht und fein punktiert, der hintere Teil ist fast unbehaart. Vor den Einlenkungsstellen der Fühler befindet sich zur Stirn gewendet ein Kiel, der sich vor den Augen zu den Mundwerkzeugen hin fortsetzt. Mitten auf der Stirn verlaufen  parallel zueinandet zwei weitere Längskiele, die sich am Vorder- und Hinterende miteinander vereinen. Zwischen diesen zwei mittleren Kielen ist der Kopf kahl. Beiderseits dieser kahlen Mitte befindet sich in den senkrechten Zwischenräumen zwischen den mittleren und äußeren Kielen jeweils eine dichte, kurze, gelbe, nach außen anliegende Behaarung. Diese Kiele fehlen bei den Clytus-Arten und sind bei Xylotrechus antilope nur sehr schwach ausgebildet. Die elfgliedrigen Fühler sind fadenförmig, das dritte Glied ist das längste, das vierte und fünfte Glied sind fast gleich lang.
Der Halsschild (Abb. 2) ist fast gleich lang wie breit. Er ist nicht wie bei den Clytus-Arten lang abstehend behaart.  Anders als bei Xylotrechus antilope liegt die größte Breite des Halsschilds nicht wenig hinter der Mitte, sondern deutlich hinter der Mitte. Der Halsschild ist nicht wie bei Xylotrechus antilope bei Aufsicht im Umriss gleichmäßig gerundet, sondern verbreitert sich von vorn nur wenig gerundet bis zur breitesten Stelle, dahinter verschmälert er sich rasch bis zur Einschnürung an der Basis. Die Punktierung auf dem Rücken des Halsschilds erzeugt anders als bei Xylotrechus ibex, Xylotrechus capricornis und bei den Clytus-Arten deutliche Querrunzeln, während zu den Seiten hin die Punktierung wesentlich weniger grob ausgebildet ist. Der Vorderrand und die Basis des Halsschildes sind fein gerandet. An der Basis trägt der Halsschild seitlich zwei gelbe Flecken, am Vorderrand eine in der Mitte unterbrochene Querbinde.
Die Flügeldecken sind an den Schultern etwa ein Drittel breiter als die Basis des Halsschilds, aber kaum breiter als der Halsschild an seiner breitesten Stelle und etwas weniger als dreimal so lang wie dieser. Nach hinten verschmälern sie sich ziemlich gleichmäßig. Sie enden schräg abgeschnitten, wobei der Winkel an der Naht größer ist als der Winkel am Außenrand der Flügeldecke (Abb. 3, die Scheitel der Winkel durch grüne Pfeile angedeutet). Die Basis der Flügel ist neben dem Schildchen gewöhnlich braun aufgehellt. Die Flügeldecken tragen drei gelbe Binden. Die vorderste ist kurz und liegt etwa senkrecht zur Körperachse im äußeren Flügeldeckenbereich. Die zweite beginnt auf der Höhe der ersten nahe der Naht, entfernt sich nach hinten zunehmen von der Naht und biegt dann fast rechtwinklig nach außen ab. Die dritte Binde verläuft nach innen leicht nach vorn, verbindet sich an der Naht mit der entsprechenden Binde der anderen Flügeldecke und zieht sich dabei etwas nach vorn. Außerdem sind die Spitzen der Flügeldecken gelb behaart.
Das Schildchen ist etwa doppelt so breit wie lang, hinten stumpf abgerundet und nur hinten gelb behaart.
Fühler und Beine sind gelbrot, die Bauchringe sind breit gelb gerandet.

## Vorkommen
Die Art steht in Deutschland auf der Roten Liste als Stark gefährdet. Das Verbreitungsgebiet umfasst neben Europa, hier vor allem Mittel- und Osteuropa, auch das Kaukasus-Gebiet, Türkei, Iran, das nördliche Kasachstan, den Nahen Osten sowie Nordafrika.

## Lebensweise
Die Käfer fliegen im Zeitraum von Mai bis August. Der Entwicklungszyklus des Käfers dauert zwei Jahre. Die Larven leben im und ernähren sich vom Totholz von Laubbäumen, insbesondere auch Obstbäumen. Anders als sein deutscher Name vermuten lässt beschränkt sich das Vorkommen dieses Widderbocks nicht auf Sauerkirschen.